# Борисяк Андрій Олексійович
Андрій Олексійович Борися́к (рос. Андрей Алексеевич Борисяк; нар. 18 лютого 1885, Самара — пом. 21 квітня 1962, Москва) — російський віолончеліст і музичний педагог, кандидат мистецтвознавства з 1944 року.

## Біографія
Народився 6 [18] лютого 1885 року в місті Самарі (тепер Росія). З 1900 року жив у Києві. Навчався у гімназії, де у 1901 році був обраний членом Російського астрономічного товариства. Того ж року відкрив нову зірку в сузір'ї Персея. Впродовж 1905–1908 років навчався у Санкт-Петербурзькому університеті. У 1911 році закінчив Санкт-Петербурзьку консерваторію (клас віолончелі Олександра Вержбіловича, Якова Розенталя, Івана Зейферта). У 1912–1913 роках вдосконалював майстерність у Пабло Касальса в Парижі. 
Протягом 1913–1919 років працював викладачем у Харківському музичному училищі, Харківській консерваторії. Виступав в ансамблі з Оленою Бекманом-Щербиною, Миколою Орловим. З 1919 року викладав у Музично-педагогічному інституті у Москві. 
Помер в Москві 21 квітня 1962 року.

## Праці
- «Очерки школы Пабло Казальса» (1929, Москва) (рос.);
- «Метод органического развития приемов игры на виолончели» (1934; 1947, Москва) (рос.);
- «Школа игры на виолончели» (1949, Москва; перша в СРСР) (рос.);
- «Педагогический репертуар для виолончели в сопровождении фортепиано» (1937–1940, Москва) (рос.).